# Bernard James Sheil
Bernard James Sheil (* 18. Februar 1888 in Chicago, Illinois; † 13. September 1969 in Tucson, Arizona) war Weihbischof in Chicago.

## Leben
Bernard James Sheil, aufgewachsen in Chicago, empfing am 21. Mai 1910 das Sakrament der Priesterweihe durch Erzbischof James Edward Quigley.
Pius XI. ernannte ihn am 25. März 1928 zum Weihbischof im Erzbistum Chicago und Titularbischof von Pegae. Der Erzbischof von Chicago George Kardinal Mundelein weihte ihn am 1. Mai desselben Jahres zum Bischof; Mitkonsekratoren waren Edward Francis Hoban, Bischof von Rockford und Edmund Michael Dunne, Bischof von Peoria. Er wurde am 5. Juni 1959 Titularerzbischof von Selge.
Bischof Sheil war Gründer der Catholic Youth Organization (CYO) 1930. 1933 gründete er unter dem Namen Holy Name Technical School die Lewis University in Romeoville. 1939 war er Mitbegründer der Industrial Areas Foundation. 1942 bekam er durch die Boy Scouts of America den Silver Buffalo Award verliehen und 1953 durch den Bundespräsidenten das Große Bundesverdienstkreuz.